# Johannes Schotel
Johannes Schotel (Dordrecht, 1 juli 1825 - Haarlem, 9 april 1914) was als predikant van grote betekenis voor de Christelijke Gereformeerde Kerk na 1892. Hij stond bekend als "Schotel van Haarlem."

## Biografie
Johannes Schotel werd geboren op 1 juli 1825 in Dordrecht. Hij werkte als rijksambtenaar in Rotterdam. Op 19-jarige leeftijd kwam hij tot bekering. Hij studeerde theologie onder leiding van de Kruisdominee D. Klinkert (1818-1890). Na de vereniging van 1869 ontstond in Rotterdam de Christelijke Gereformeerde Kerk. In 1872 werd hij predikant in Bergambacht. Zijn volgende gemeenten waren Dinteloord (1873), Alphen aan den Rijn (1875), Scheveningen (1881), Haarlem (1883), Utrecht (1893) en nogmaals Haarlem (1896).
Na 1892 maakte hij enige tijd deel uit van de Gereformeerde Kerken, maar nam in 1893 een beroep aan van de Christelijke Gereformeerde Gemeente van Utrecht. In 1896 keerde hij als christelijk-gereformeerd predikant terug in Haarlem.  
Van zijn hand verschenen verschillende prekenbundel. Ook schreef hij regelmatig in het kerkelijk blad De Wekker. Een vaste rubriek van hem was: Brieven aan een vriend in Ulrum, waarin hij zijn commentaar gaf op het kerkelijke leven van zijn dagen. 
Schotel overleed op 9 april 1914 in Haarlem. 

## Publicaties
- Twaalf leerredenen (1907)
- De opstanding van Christus (1933)
- Zestal leerredenen over verschillende teksten des Nieuwen Testaments, Romijn & Van der Hoff (1935)
- God geopenbaard in het vleesch (1935)
- Voorwoord in: D. Bruinings, De Leeuw uit de stam van Juda als een Lam ter slachting geleid (1898) Herdruk 1980